# 實體配置審核
實體配置審核（physical configuration audit）簡稱PCA，是在配置管理中，對於形態項目是否符合其技術文件的正式檢驗，目的是建立或驗證配置項目的基準。
實體配置審核是檢驗配置項目（代表產品的配置）的實際配置，目的是為了確認相關的設計文件符合要交付配置項目的設計。實體配置審核也用來驗證承包商用來產生配置項目的相關支持過程。機能配置審核（functional configuration audit）完成後，也會用實體配置審核來確認配置項目是否有重新設計，以符合配置項目性能規格的需求。若是出現以下的情形，也可能在配置項目完成後再進行額外的實體配置審核：
- 原先的產線已經「停線」幾年，之後要重新生產。
- 原來產生配置項目的方式太過複雜，或是不易生產，因此希望找新的供應商或承包商。

在上述情形下，不論承包商或是管理者是否有控管細節的產品設計，都建議重新進行審核

## 軟體
實體配置審核是軟體配置審核（software configuration auditing）中，软件配置管理常用的實務之一。軟體實體配置審核的目的是確保設計和參考的文件和建構的軟體產品一致。

## 外部連結
- Defense Acquisition Guidebook on Physical Configuration Audit （页面存档备份，存于）